# Idioma sonsorol
El idioma sonsorol es una lengua micronesia hablada en Palaos y en las Islas Marianas del Norte; es lengua oficial en el estado de Sonsoral o Sonsorol, aunque se habla también en las islas de Pulo Anna, Merir, Helen Reef y en menor grado en las islas principales de Palaos. Pertenece a la familia de lenguas austronesias en el grupo de lenguas malayo-polinesias. Es hablado actualmente por 600 personas aproximadamente.